# Havasi lórom
A havasi lórom (Rumex alpinus) a szegfűvirágúak (Caryophyllales) rendjébe, ezen belül a keserűfűfélék (Polygonaceae) családjába tartozó faj.

## Előfordulása
A havasi lórom Közép- és Dél-Európa magashegységein őshonos. Európán kívül, ez a növény még megtalálható a Kaukázusban és Törökországban is. Skandináviába, a Brit-szigetekre és az Amerikai Egyesült Államokba betelepítették a havasi lóromot.

## Megjelenése
A havasi lórom erőteljes növekedésű, 2 métert is elérő, évelő növény, kúszó gyöktörzzsel. Szára felálló, felső részén elágazik. 40-50 centiméter hosszú, szív alakú tőlevelei a szélességüknél legfeljebb másfélszer hosszabbak, lekerekített vagy tompa csúcsúak, szélük gyakran hullámos. A levélnyél hosszú, mélyen csatornás. A szárlevelek lándzsásak. Virágai tömött őrvőkben helyezkednek el, a bugavirágzat erősen elágazik, oldalágai felfelé állnak. A virágok kétivarúak. A lepel forrt, 6 cimpájú, zöldes színű. Terméséréskor a 3 belső lepelcimpa megnagyobbodik; a lepelcimpák legfeljebb 5 milliméter hosszúak, vörösbarnák, ép szélűek, a külsők a belsőkre rásimulnak. A termés fénylő sárgásbarna.

## Életmódja
A havasi lórom 1200-2600 méter magasságban legelőkön, nyirkos, főleg nitrogénben gazdag, humuszos, mély rétegű talajokon nő. Nitrogénjelző növény.
A virágzási ideje június–augusztus között van.

## Képek

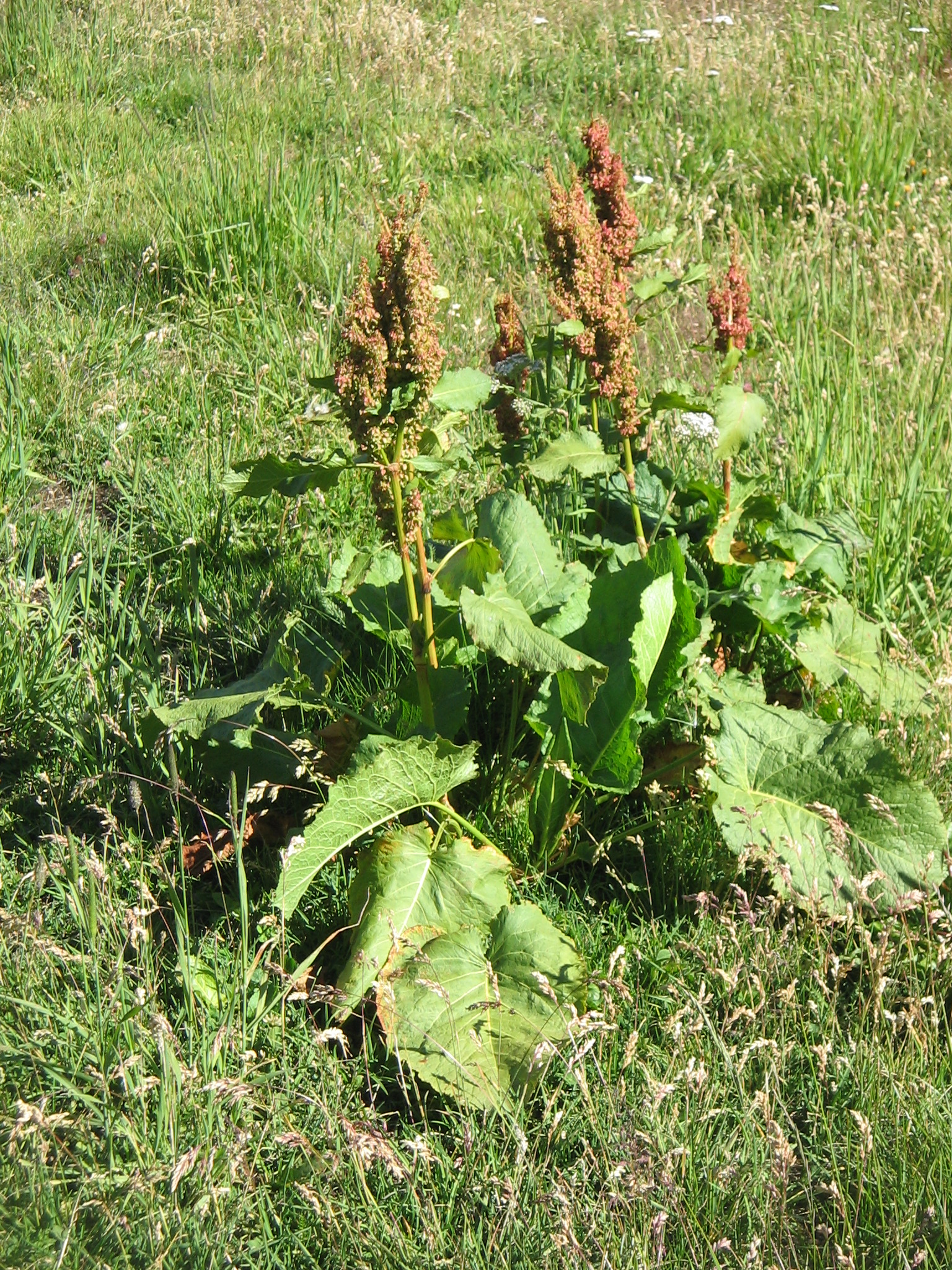
A növény
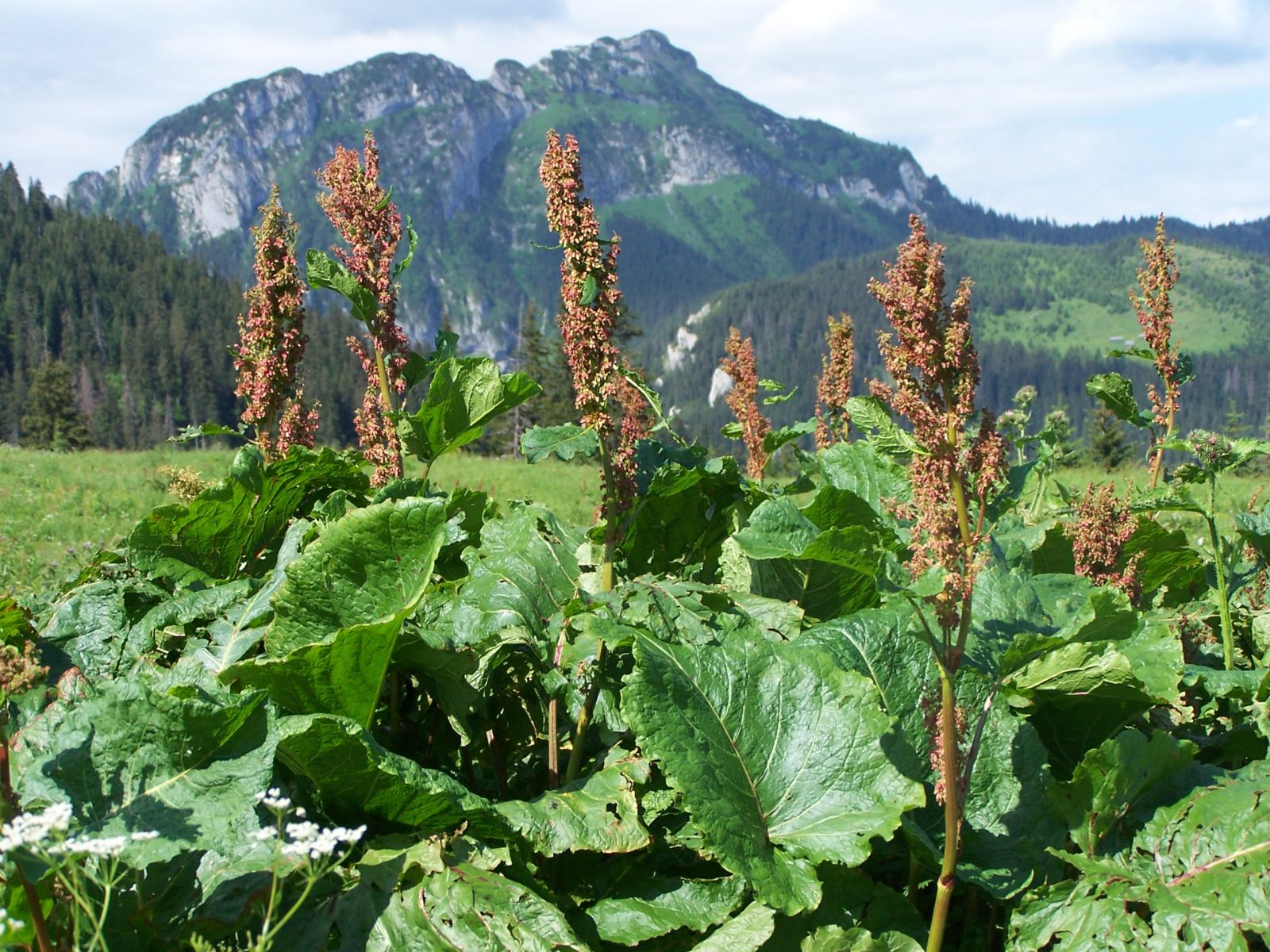
a
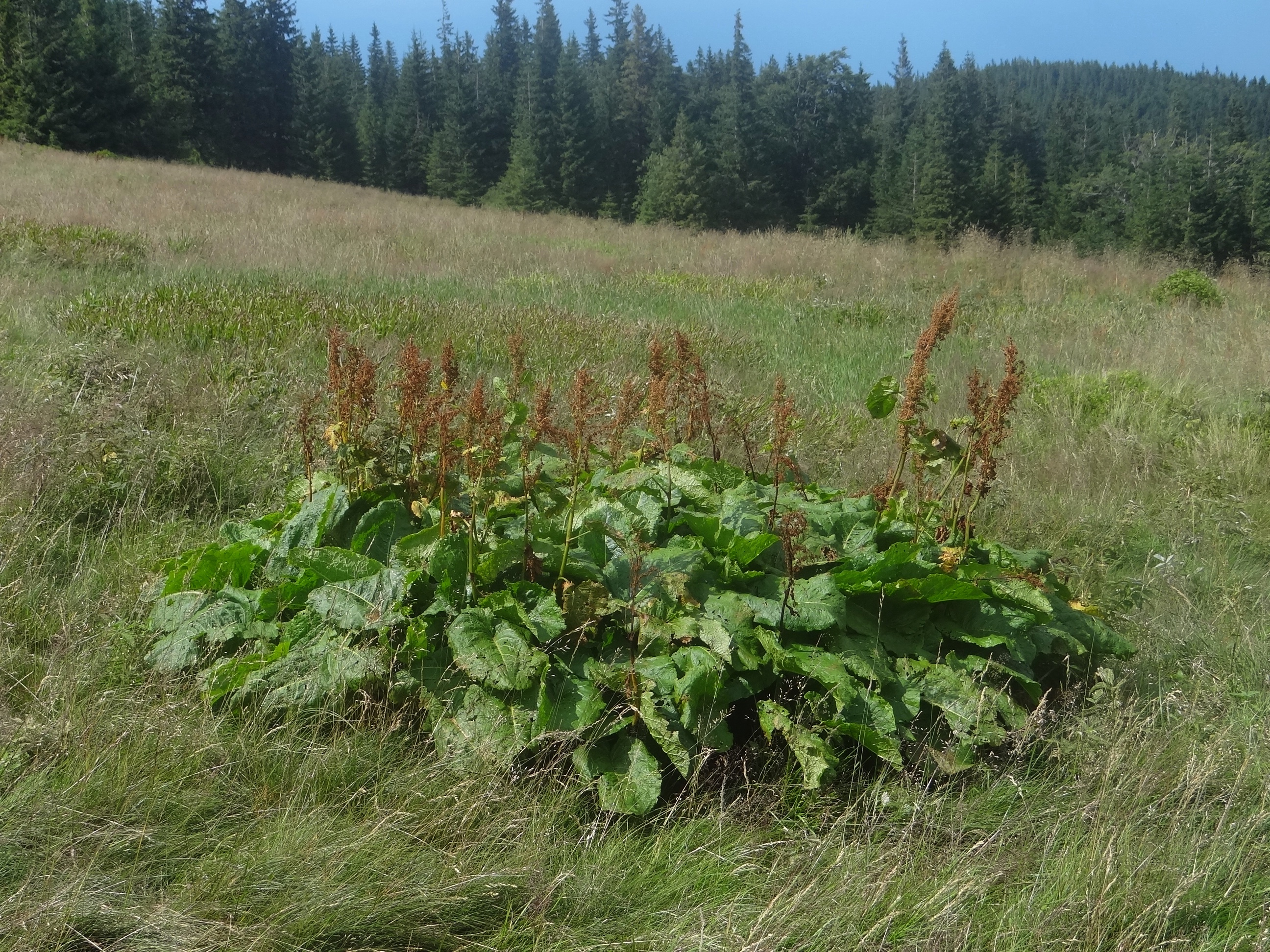
természetes
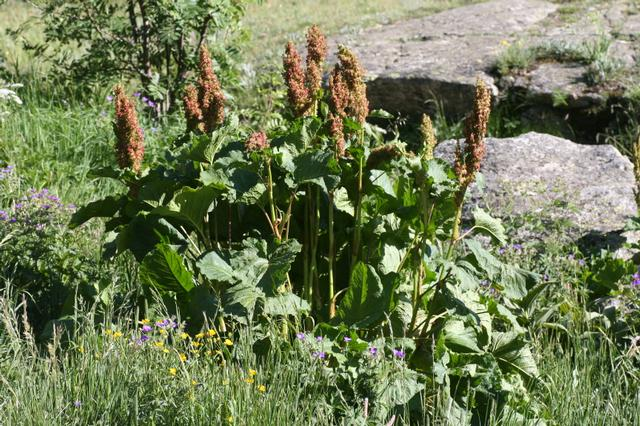
élőhelyén
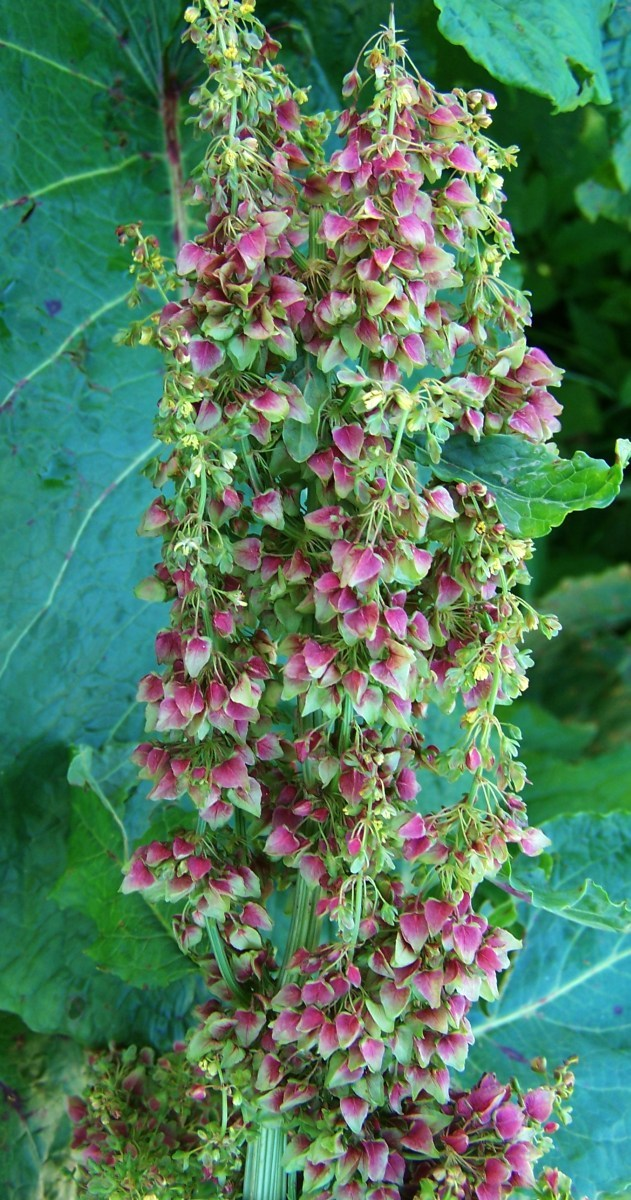
Bugavirágzatai
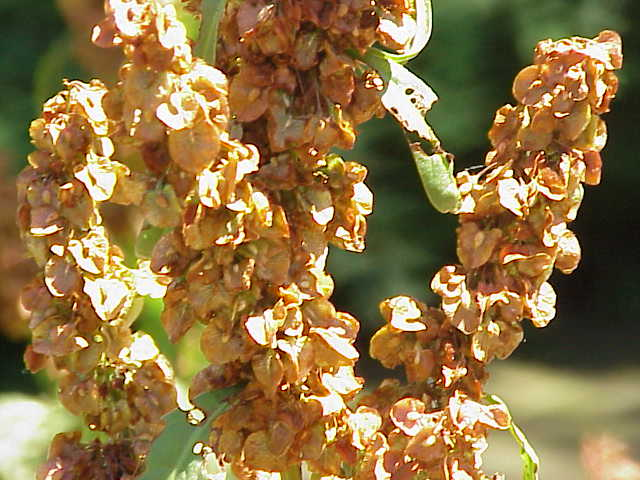
közelről
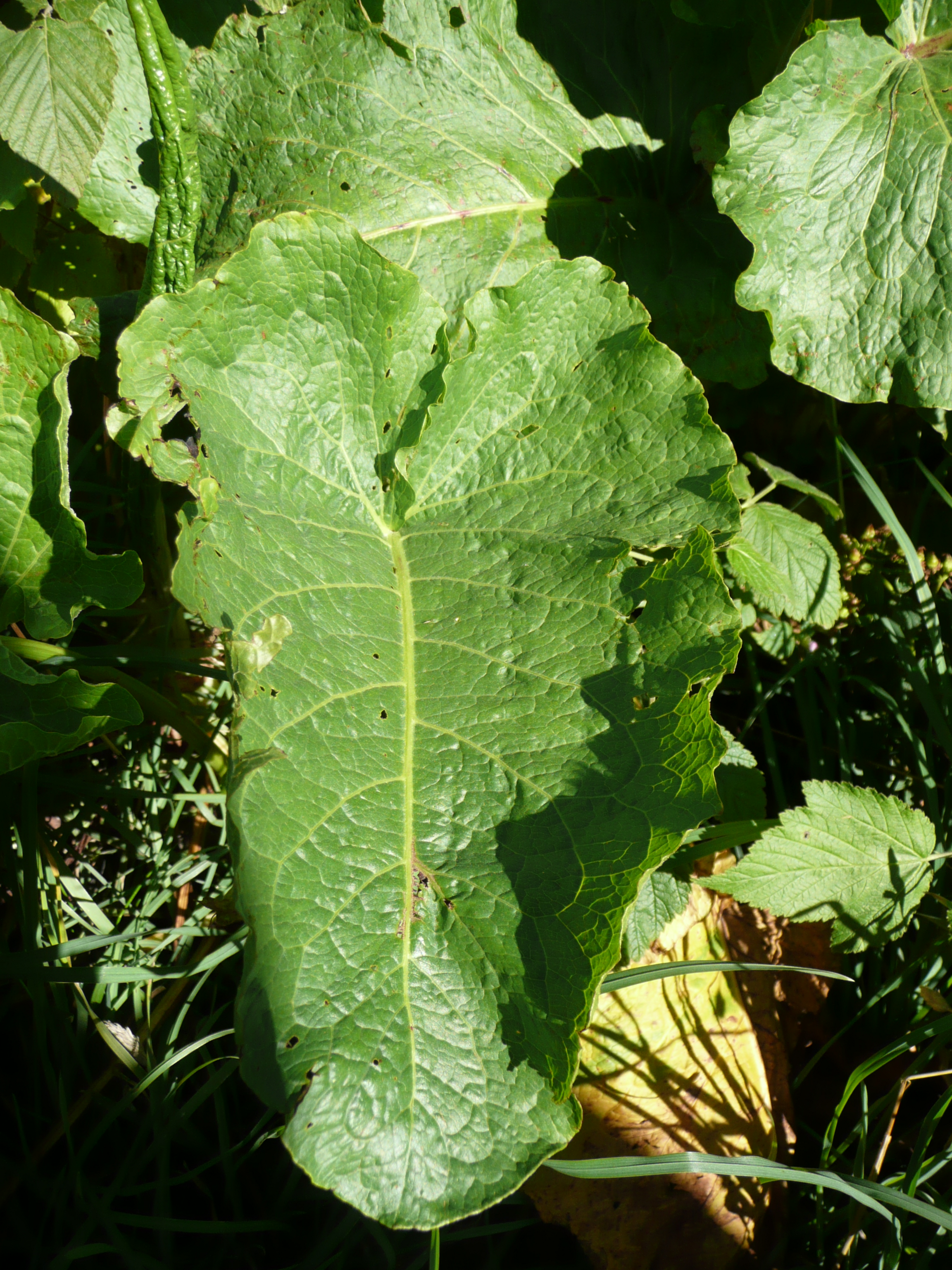
Levele
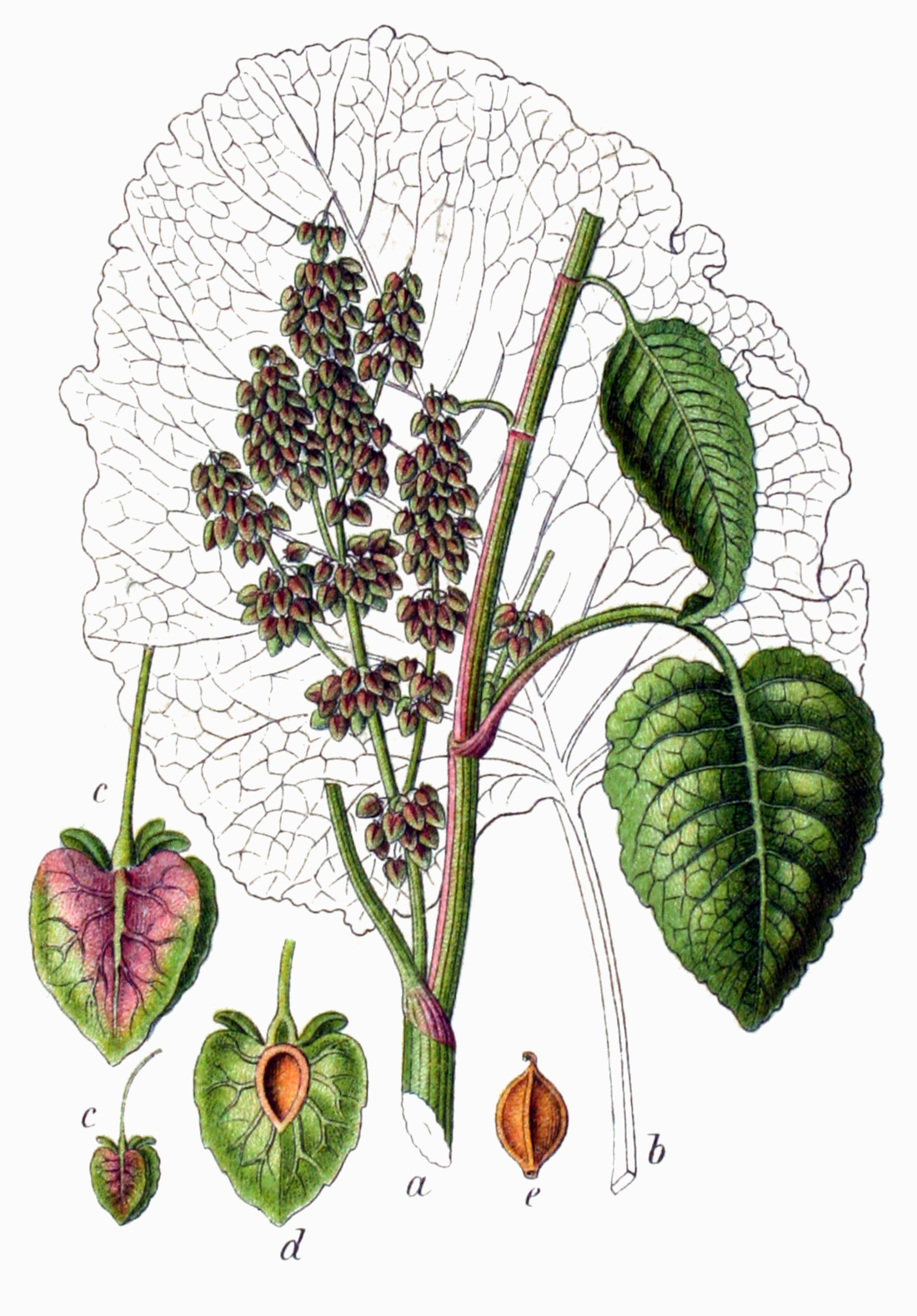
Rajz a növényről